# 凱維里理論物理研究所
34°24′50.29″N 119°50′27.36″W / 34.4139694°N 119.8409333°W

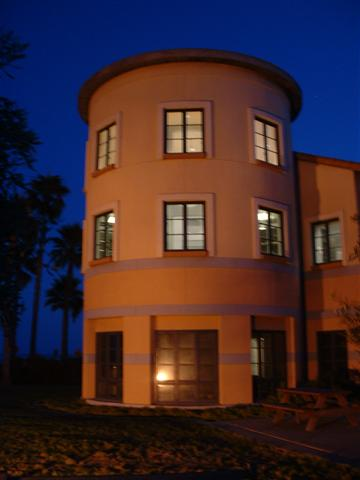
夜晚裡的凱維里理論物理研究所。

凱維里理論物理研究所（Kavli Institute for Theoretical Physics，簡稱：KITP），是加州大學聖塔芭芭拉分校附屬的一間研究機構。在理論物理領域，KITP是世界上最知名的機構之一。運作上，該機構集合了物理及相關領域的理論學者，聚在一起鑽研理論科學的前端研究。自1979年KITP為加強理論物理研究而成立，美國國家科學基金會一直都是主要的資金來源。2007年美國國家科學院的一份論文集指出，KITP是美國非生化醫學領域中影響指數最高的研究機構。
沃爾特·科恩為該研究所的第一任所长（1979年-1984年），之後分別是約翰·施里弗（1984年-1989年）、詹姆斯·蘭格（1989年-1995年）、詹姆斯·哈妥（1995年-1997年）、戴維·格婁斯（1997年-2012年）、拉尔斯·比尔德斯滕（2012年至今）。研究所的所长與終身研究員也同樣屬於加州大學聖塔芭芭拉分校物理系的教授。之前的終身研究員包括諾貝爾物理獎得主弗朗克·韋爾切克。

## 外部連結
- KITP 網站（页面存档备份，存于）